# Adam Comrie
Adam Comrie (Kanata, Ontario, 31 de julio de 1990 – Virginia, Estados Unidos, 7 de agosto de 2020) fue un jugador de hockey sobre hielo canadiense, su último equipo fue el Klagenfurt AC.

## Biografía
Comrie jugó hockey juvenil importante en la Ontario Hockey League (OHL) con el Saginaw Spirit y el Guelph Storm .
El 13 de abril de 2010, los Florida Panthers firmaron a Comrie con un contrato de nivel de entrada de tres años. Comrie hizo su debut profesional en la Liga Americana de Hockey con los Rochester Americans durante la temporada 2010-11.
El 10 de julio de 2013, Comrie firmó un contrato bidireccional de un año con la filial de la NHL de Worcester, los San Jose Sharks. Nunca apareció con los Sharks en la temporada 2013-14, anotando diecinueve puntos en 56 juegos con Worcester.
El 6 de octubre de 2014, como agente libre no firmado durante el verano, Comrie firmó para regresar al ECHL con los Reading Royals con un contrato de un año. Dividió la temporada entre los Royals y el club afiliado, los Lehigh Valley Phantoms de la AHL, produciendo 18 puntos en 40 juegos desde la línea azul.
El 10 de octubre de 2015, Comrie aseguró un contrato AHL de un año con los Phantoms y fue reasignado a Royals para comenzar la temporada 2015-16 . De nuevo fue barajado entre ECHL y AHL, anotando unos respetables 15 puntos en 32 partidos con Lehigh Valley.
Como agente libre el 26 de julio de 2016, Comrie acordó un contrato de un año con Syracuse Crunch . Comrie permaneció con el Crunch durante la mayor parte de la temporada 2016-17 , pasando un breve período en el ECHL con los Kalamazoo Wings . Al agregar una presencia veterana, igualó la mejor marca de su carrera con 19 puntos en 55 juegos con Crunch.
Comrie dejó Syracuse como agente libre y regresó a los Reading Royals para la temporada 2017-18 . El 4 de noviembre de 2017, regresó en préstamo a los Lehigh Valley Phantoms y apareció en dos juegos antes de ser liberado de nuevo al ECHL.
Después de 8 temporadas profesionales en América del Norte, Comrie optó por embarcarse en una carrera europea, acordando un contrato de un año con el club austríaco, EC KAC del EBEL, el 16 de julio de 2018.

## Fallecimiento
Klagenfurt AC confirmó que el exdefensa Adam Comrie murió la noche del viernes 7 de agosto de 2020 debido a un accidente de motocicleta en Virginia, Estados Unidos.